# Lysabild Kirke
Lysabild Kirke er en kirke i landsbyen Lysabild på det sydlige Als. Lysabild kirke er den ældste kirke på Als. Kirken er opført omkring år 1100 og før den tid antager man, at der har stået en trækirke på stedet.
- Mindesten for sognets faldne i 1. verdenskrig
- Alter
- Prædikestol
- Døbefont